# سیارک ۷۱۳۶
سیارک ۷۱۳۶ (به انگلیسی: 7136 Yokohasuo، نامگذاری:1993VK2) هفت هزار و صد و سی و ششمین سیارک کشف شده‌است که در ۱۴ نوامبر ۱۹۹۳ کشف شد.
قدر مطلق سیارک برابر ۴۰.۷ است.